# Gołąb kasztanowaty
Gołąb kasztanowaty (Columba thomensis) – gatunek średniej wielkości ptaka z rodziny gołębiowatych (Columbidae), występujący na Wyspie Świętego Tomasza. Gatunek słabo poznany, zagrożony wyginięciem.

## Występowanie
Gołąb kasztanowaty występuje endemicznie na Wyspie Świętego Tomasza. Zamieszkuje głównie południową, zachodnią i środkową część wyspy, praktycznie zniknął z suchszej i najbardziej zaludnionej części północno-wschodniej. Dawniej zasięg tego ptaka obejmował także wysepkę Ilhéu das Rolas położoną na południe od głównej wyspy.

## Systematyka

### Taksonomia
Gatunek po raz pierwszy opisany naukowo przez J.V.B. du Bocage’a w 1888 roku pod nazwą Columba arquatrix var. thomensis. Jako miejsce typowe autor wskazał Wyspę Świętego Tomasza. Ściśle związany z gołębiem żółtookim (C. arquatrix), gołębiem kameruńskim (C. sjostedti) i gołębiem śniadym (C. pollenii) i czasami wszystkie cztery taksony uznawane są za jeden gatunek. Występujący w Azji gołąb himalajski (C. hodgsonii) również może należeć do tej grupy. Takson monotypowy, nie wyróżniono podgatunków.

### Etymologia
Nazwa rodzajowa pochodzi od łacińskiego słowa columba – „gołąb”. Epitet gatunkowy pochodzi od nazw wyspy São Tomé lub São Thomé, miejsca występowania tego ptaka.

## Morfologia
Długość ciała 37–40 cm, masa ciała samców 520–530 g, samic 350 g. Cała głowa koloru ciemnoszarego, pióra na szyi lancetowate, ale mniejsze niż u gołębia żółtookiego i gołębia kameruńskiego, każde pióro czarne z niebiesko-szaro-perłowym połyskiem na końcówkach. Szyja z odcieniem ciemnofioletowym. Okrywa ciemnokasztanowata, grzbiet i kuper popielato-czarny, pokrywy podskrzydłowe ciemnobrązowe. Spód ciała mocno bordowy, brzuch i boki z małymi białymi plamami. Tęczówki oliwkowobrązowe lub oliwkowoszare, dziób żółtawy, nogi żółte. Samica podobna, ale bardziej matowa, piersi oraz górna część skrzydeł głównie ciemnobrązowe, z plamami, jak u samców. Osobniki młodociane ciemnobrązowe, na skrzydłach brakuje białych plam, pióra obszyte kolorem kasztanowatym.

## Ekologia
Ptak najprawdopodobniej osiadły, zamieszkujący pierwotne lasy do wysokości 2024 m n.p.m., jednak we wschodniej części wyspy występuje tylko powyżej 1300 m n.p.m.
Skład pożywienia słabo poznany, zaobserwowano jak spożywa jagody gatunku Scheffleria mannii.
Brak informacji na temat rozrodu i wychowania młodych.

## Status i ochrona
W Czerwonej księdze gatunków zagrożonych Międzynarodowej Unii Ochrony Przyrody został zaliczony do kategorii EN (zagrożony wyginięciem). Globalną populację szacuje się na 2600–3700 dorosłych osobników, a jej trend ocenia się jako spadkowy. Główne zagrożenie dla gatunku stanowi myślistwo; ponadto lasy na wyspie (zwłaszcza na północy) są zagrożone przez wycinkę drzew dla pozyskania drewna oraz ekspansję i intensyfikację rolnictwa. Gatunek ten wymarł na Ilhéu das Rolas z powodu dużych zniszczeń lasu.